# James Mitchell Mutter
Pour les articles homonymes, voir Mutter.
James Mitchell Mutter (8 avril 1845-31 mai 1920,) est un homme politique canadien de la Colombie-Britannique. Il est député provincial indépendant de la circonscription britanno-colombienne de Cowichan-Alberni de 1894 à 1898.

## Biographie
Né à Keppoch Hill près de Glasgow en Écosse, Mutter étudie à Islay dans l'institution privée Irvine Royal Academy (en). Major du Argyll and Bute Artillery, il est également juge de paix et commissaire à l'approvisionnement pour l'Argyll. 
Plus tard, Mutter s'installe à Somenos en Colombie-Britannique (aujourd'hui North Cowichan). Il est aussi président de la Cowichan and Salt Spring Island Agricultural Association.
Mutter meurt à Somenos en mai 1920 à l'âge de 75 ans.